# Carles Coll Martí
Carles Coll Martí (Tarragona, 15 ottobre 2001) è un nuotatore spagnolo, specializzato nella rana e nello stile libero.

## Biografia
Si allena negli Stati Uniti, presso il Virginia Polytechnic Institute. Nel 2024 ha conquistato la medaglia d'oro nei 200 metri rana ai mondiali in vasca corta di Budapest.

## Palmarès
- Mondiali in vasca corta

Budapest 2024: oro nei 200m rana.